# San Isidro (Morazán)
San Isidro es un distrito salvadoreño en el municipio de Morazán Norte, departamento de Morazán, El Salvador. De acuerdo al censo oficial de 2024, tiene una población de 2.811 habitantes.

## Historia
San Isidro fue parte del departamento de San Miguel desde 1824, siendo anexado a Morazán en 1875. No hay datos ciertos del origen de este poblado en años anteriores.

## Información general
El distrito cubre un área de 11,5 km² y la cabecera tiene una altitud de 560 m s. n. m. Sus fiestas patronales se celebran el mes de mayo en honor a San Isidro Labrador.

## Política
El actual alcalde del municipio de Morazán Norte, donde se encuentra este distrito, es Justino Vigil, quien ganó en la elección del 2024.

### Resultados de elecciones municipales en San Isidro
|  | 33.45 % |

|  | 28.56 % |

|  | 28.22 % |

|  | 4.78 % |

|  | 2.64 % |

|  | 2.35 % |

|  | 75.98 % |

|  | 49.83 % |

|  | 37.25 % |

|  | 7.98 % |

|  | 4.94 % |

|  | 80.24 % |

|  | 54.80 % |

|  | 40.37 % |

|  | 4.72 % |

|  | 0.11 % |

|  | 0.00 % |

|  | 82.41 % |

|  | 50.94 % |

|  | 34.95 % |

|  | 7.56 % |

|  | 6.55 % |

|  | 80.25 % |

|  | 33.78 % |

|  | 30.44 % |

|  | 18.22 % |

|  | 17.56 % |

|  | 82.19 % |